# アメビックス
アメビックス（Amebix）は、イギリスのパンク／ハードコア・バンド。アミービックスとも。

## 略歴
母体となるバンドは1978年夏に結成された。ブリストルに移転した1981年頃からアメビックスの名で本格的な活動を始めた。
アナーキズムを標榜した Crass 周辺と交流があり、オムニバス盤に参加したり、Crass の影響を受けたアナーコ・パンク・バンド Flux of Pink Indians のメンバーが設立した Spiderleg Records から音源をリリースしていた。初期アメビックスに感銘を受けたデッド・ケネディーズのジェロ・ビアフラにより、Alternative Tentacles からファースト・アルバム Arise! がリリースされた。
1987年に解散。その後、ベース／ボーカルの The Baron ことロブ・ミラーは、スカイ島に移住して刀鍛冶となった。
2008年には元 Nausea で、ソウルフライのオリジナルメンバーでもあったロイ・マヨルガをドラムに迎えて再結成した。

## 特徴
ミディアムテンポ〜スローテンポを多用したヘヴィでダークな楽曲を演奏し、後のメタル・クラストの音楽的原型となった。ポストパンク・バンドのキリング・ジョークの影響を受け、ブラック・サバス、ヴェノム、モーターヘッドを想起させる面もある。思想面では No Gods, No Masters をスローガンに掲げた。

## ディスコグラフィー
- No Sunctuary （ミニアルバム、1983年）
- Arise! （1stフルアルバム、1985年）
- Monolith （2ndフルアルバム、1987年）
- The Power Remains （未発表音源集、1994年）
- Make Some Fucking Noise! （ライブアルバム、2003年）
- No Sanctuary: The Spiderleg Recordings （初期音源集、2008年）
- Redux （過去曲の再録音、2010年）
- Sonic Mass （3rdフルアルバム、2011年）

## メンバー
- Stig - ギター
- The Baron - ボーカル、ベース
- Spider - ドラム
- George - シンセサイザー
- A. Droid - シンセサイザー

### 再結成ラインナップ
- The Baron - ボーカル、ベース
- Stig - ギター
- Roy Mayorga - ドラム

## 註
1. ↑  浅野編 2004
2. 1 2  行川 2004
3. 1 2  森井 2004
4. 1 2 3 4 5  行川 2010
5. 1 2  行川 2007, p. 277.
6. ↑  「DOLL」誌 2008年4月号、61頁。
7. ↑  Castle Keep - Rob Miller（2016年9月7日閲覧）
8. ↑  80年代ニューヨークのポリティカル・ハードコア・パンク・バンド。